# Mateusz Piątkowski
Mateusz Piątkowski (ur. 22 listopada 1984 w Bielawie) – polski piłkarz występujący na pozycji napastnika.

## Życiorys

### Kariera klubowa
Był zawodnikiem polskich klubów: Polar Wrocław z III ligi (2003–2005), Gawin Królewska Wola z IV ligi (2005–2008), I KS Ślęza Wrocław (2008), GKP Gorzów Wielkopolski z I ligi (2009–2010), Górnik Polkowice (2010–2012), Dolcan Ząbki (2012–2013), Jagiellonia Białystok z Ekstraklasy (2013–2015), Wisła Płock (2017–2018) i Miedź Legnica (2018–2019), oraz cypryjskiego APOEL FC z Protathlima A’ Kategorias (2015–2017).
14 lutego 2019 podpisał półtoraroczny kontrakt z polskim klubem GKS Tychy, umowa do 30 czerwca 2020; bez odstępnego. Tyski klub nie przedłużył kończącej się umowy z Mateuszem Piątkowskim.

## Sukcesy

### Klubowe
APOEL FC
- Mistrzostwo Cypru: 2015/2016
- Zdobywca drugiego miejsca Superpuchar Cypru: 2015/2016

Miedź Legnica
- Zwycięzca I ligi polskiej: 2017/2018

GKS Tychy
- Ćwierćfinalista w Pucharze Polski: 2019/2020